# The Crossing (Fernsehserie)
The Crossing ist eine US-amerikanische Science-Fiction-Fernsehserie. Die Erstausstrahlung fand am 2. April 2018 beim US-Sender ABC statt. In Deutschland ist die Serie seit dem 27. April 2018 bei Prime Video zu sehen.
Am 11. Mai 2018 setzte ABC die Serie nach nur einer Staffel ab. Die Serie endet mit einem Cliffhanger.

## Handlung
In der (fiktiven) amerikanischen Kleinstadt Port Canaan, Oregon, werden über vierhundert Menschen an einen Strand gespült. 47 von ihnen haben überlebt. Der Sheriff der Stadt, Jude Ellis, ist der Erste am Geschehen. Als die Überlebenden befragt werden, erzählen sie, dass sie Flüchtlinge aus der Zukunft sind.
Schnell übernimmt das Homeland Security Investigations (HSI), eine Einheit der Polizei- und Zollbehörde des Ministeriums für Innere Sicherheit (DHS), unter der Leitung von Agentin Emma Ren, die weitere Zuständigkeit. Doch Jude will wissen, was in seiner Kleinstadt passiert und stellt seine eigenen Nachforschungen an.

## Besetzung und Synchronisation
Die Serie wurde bei der Film- & Fernseh-Synchron vertont. Christine Roche, Jan Odle und Änne Troester verfassten die Dialogbücher. Bianca Krahl und Marianne Groß führten die Dialogregie.
| Rolle              | Herkunft              | Schauspieler      | Synchronsprecher   |
| ------------------ | --------------------- | ----------------- | ------------------ |
| Sheriff Jude Ellis | Einwohner Port Canaan | Steve Zahn        | Gerrit Schmidt-Foß |
| Reece              | 2. Welle              | Natalie Martinez  | Maximiliane Häcke  |
| Agentin Emma Ren   | HSI                   | Sandrine Holt     | Melanie Hinze      |
| Marshall           | Einwohner Port Canaan | Tommy Bastow      | Paul Matzke        |
| Paul               | 2. Welle              | Rob Campbell      | Tim Moeseritz      |
| Nestor Rosario     | Einwohner Port Canaan | Rick Gomez        | Till Endemann      |
| Caleb              | 2. Welle              | Marcuis W. Harris | Sven Gerhardt      |
| Roy Aronson        | HSI                   | Grant Harvey      | Ricardo Richter    |
| Craig Lindauer     | 1. Welle              | Jay Karnes        | Oliver Feld        |
| Rebecca            | 2. Welle              | Simone Kessell    | Aline Staskowiak   |
| Hannah             | 2. Welle              | Kelley Missal     | Amelie Plaas-Link  |
| Bryce Foster       | HSI                   | Luc Roderique     | Jannik Endemann    |
| Leah               | 2. Welle              | Bailey Skodje     |                    |
| Dr. Sophie Forbin  | HSI                   | Georgina Haig     | Giuliana Jakobeit  |
| Dr. Greta Pryor    | 1. Welle              | Melinda McGraw    |                    |
| Naomi              | 2. Welle              | Josette Canilao   |                    |

## Episodenliste
| Nr. | Deutscher Titel                        | Originaltitel                     | Erstausstrahlung USA | Deutschsprachige Erstveröffentlichung (D) | Regie                | Drehbuch                               | Zuschauer (USA) |
| --- | -------------------------------------- | --------------------------------- | -------------------- | ----------------------------------------- | -------------------- | -------------------------------------- | --------------- |
| 1   | Die Gestrandeten                       | Pilot                             | 2. Apr. 2018         | 27. Apr. 2018                             | Rob Bowman           | Dan Dworkin & Jay Beattie              | 5,40 Mio.       |
| 2   | Schatten der zukünftigen Vergangenheit | A Shadow Out of Time              | 9. Apr. 2018         | 4. Mai 2018                               | David Von Ancken     | Dan Dworkin & Jay Beattie              | 4,48 Mio.       |
| 3   | Gesprächsbedarf                        | Pax Americana                     | 16. Apr. 2018        | 11. Mai 2018                              | Ken Girotti          | Michael Narducci                       | 4,09 Mio.       |
| 4   | In Vergessenheit geraten               | The Face of Oblivion              | 23. Apr. 2018        | 18. Mai 2018                              | Tara Nicole Weyr     | Evan Bleiweiss                         | 4,08 Mio.       |
| 5   | Die erste Welle                        | Ten Years Gone                    | 30. Apr. 2018        | 25. Mai 2018                              | Jeffrey Hunt         | Rebecca Sonnenshine                    | 3,62 Mio.       |
| 6   | Isolation                              | LKA                               | 7. Mai 2018          | 1. Juni 2018                              | Hanelle M. Culpepper | Vivian Tse                             | 3,67 Mio.       |
| 7   | Das Medaillon                          | Some Dreamers of the Golden Dream | 14. Mai 2018         | 8. Juni 2018                              | Alrick Riley         | Deirdre Mangan                         | 3,53 Mio.       |
| 8   | Das lange Warten                       | The Long Morrow                   | 28. Mai 2018         | 15. Juni 2018                             | Hanelle M. Culpepper | Vivian Tse                             | 2,53 Mio.       |
| 9   | Hoffnungsschimmer                      | Hope Smiles from the Threshold    | 4. Juni 2018         | 22. Juni 2018                             | P. J. Pesce          | Matt Olmstead                          | 2,92 Mio.       |
| 10  | Die Höhle der Löwen                    | The Androcles Option              | 9. Juni 2018         | 29. Juni 2018                             | Alex Zakrzewski      | Michael Narducci & Rebecca Sonnenshine | 2,09 Mio.       |
| 11  | Spurlos verschwunden                   | These are the Names               | 9. Juni 2018         | 6. Juli 2018                              | David Von Ancken     | Dan Dworkin & Jay Beattie              | 2,10 Mio.       |